# Cardiophilus marisnigrae
Cardiophilus marisnigrae is een vlokreeftensoort uit de familie van de Behningiellidae. De wetenschappelijke naam van de soort is voor het eerst geldig gepubliceerd in 1931 door Miloslawskaya.